# Hemsändandet av ukrainare från Polen till Sovjetunionen

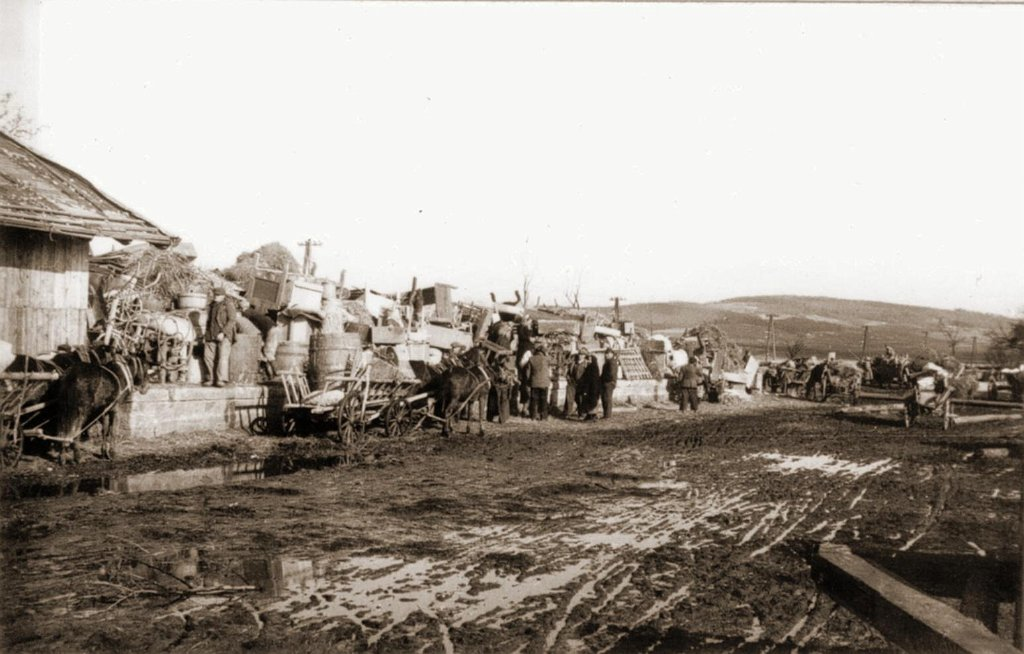
Hemsändandet av ukrainare från Nowosielce till Sovjetunionen i mars 1946. De hemsändande väntar vid järnvägsstationen i Nowosielce, som förstördes av UPA-medlemmar den 30 december 1945.

Hemsändandet av ukrainare från Polen till Sovjetunionen skedde mellan 1944 och 1946 och var en del av evakueringen och utvisningen under andra världskriget. Fördraget undertecknades 9 september 1944 mellan Lublinregeringen i Polen  och Ukrainska SSR, och detta låg till grund för hemsändandet av ukrainare, liksom för hemsändning av polacker 1944-1946. Omkring 480 000 människor omfattades av hemsändningarna.
Observera att denna händelse inte ingick i Operation Wisła.